# Marc Gignoux
Pour les articles homonymes, voir Gignoux.
Marc Gignoux, né le 11 octobre 1914 à Lyon et mort le 27 octobre 1991 à Paris, est un industriel lyonnais et pilote de rallye français.

## Victoires
- Rallye Lyon-Charbonnières: 1950 (copilote Ugnon, sur Citroën 11CV);
- Mille Miles (Mille Miglia) (1 564 km en boucle): 1952, sur DB (Deutsch-Bonnet) 750 cm3 conçue par ses propres soins, avec un autre lyonnais, Roland Touzot, au classement à l'indice énergétique institué alors (écurie Touzot)[2],[3];
- Tour de France automobile (5 533 km): 1952 (2e édition), sur DB 750 (le Coupé Panhard-Gignoux, carrosserie tôlée - 3ex.), avec son épouse Françoise Gignoux désormais, toujours grâce au classement à l'indice (classement général cette-fois) (et encore classé 5e en 1953, avec Claude Storez sur DB HBR cette-fois).

## Publications
- Elle au volant, coécrit avec Françoise Gignoux, illustré par Siné, Fayard 1959.